# FC Black Stars Basel
Der Fussballclub Black Stars Basel 1907, kurz FC Black Stars Basel, ist ein Fussballverein in der Schweiz aus der Stadt Basel. Er wurde am 12. März 1907 gegründet.

## Ligazugehörigkeit
1922 stieg der Verein in die Serie Promotion, die zweithöchste Schweizer Spielklasse, auf und erreichte den 2. Rang (von fünf Mannschaften) in der Gruppe Zentral 1, 1926 gewann er die Serie Promotion, scheiterte jedoch in den Aufstiegsplayoffs am FC Grenchen.
1930 stiegen die Black Stars zum ersten Mal in die höchste Schweizer Spielklasse, die damalige 1. Liga, auf, wurden aber mit nur einem Sieg Letzte (von 11 Mannschaften) der Gruppe Zentral und stiegen am Ende der Saison 1930/31 in die neu geschaffene Zwischenklasse ab. Dort erreichten sie in der Saison 1931/32 nur den 7. Rang (von neun Mannschaften) und stiegen weiter in die 2. Liga interregional ab, die vierthöchste Spielklasse, wo sie während 79 Saisons verblieben. Der Verein galt lange als der dienstälteste Zweitligaclub der Schweiz.
2012 stiegen die Black Stars in die 1. Liga auf. Weil im gleichen Jahr eine neue dritthöchste Spielklasse, die 1. Liga Promotion zwischen Challenge League und 1. Liga eingeführt wurde, spielte der Verein nach wie vor in der vierthöchsten Spielklasse. In der Saison 2017/18 erreichten die Black Stars Basel als einer der beiden besten Gruppendritten die Zwischenrunde, wo sie gegen die AC Bellinzona ausschieden.
Im Jahr 2019 stieg der Verein nach den Barragespielen gegen den FC Baden (1:2-Heimniederlage und 4:0-Auswärtssieg) in die inzwischen in Promotion League umbenannte dritthöchste Spielklasse auf. Der Club belegte am Ende der Saison den 5., in der folgenden Saison 2020/21 den 12. Rang. In der darauffolgenden Saison stieg die Mannschaft in die 1. Liga Classic ab.

## Schweizer Cup
Höhepunkte in der Geschichte der kleineren Vereine sind jeweils die Cupspiele gegen oberklassige Gegner. Zweimal spielte der FC Black Stars Basel im Schweizer Cup gegen den zwölfmaligen Schweizer Meister und zehnmaligen Cupsieger FC Zürich, wobei die Spiele aus Sicherheitsgründen nicht auf dem eigenen Sportplatz stattfinden konnten. In der zweiten Runde am 10. November 2012 verloren die Black Stars 1:3 und am 21. September 2014, wieder in der zweiten Runde, 1:2 nach Verlängerung. Am 5. August 2016 schliesslich fand ein Cupspiel gegen eine Mannschaft der höchsten Spielklasse auf dem eigenen Sportplatz statt, die Black Stars Basel unterlagen dabei in der ersten Runde dem FC St. Gallen knapp mit 2:3.